# Újfehértó
Újfehértó (rumunsky Grigoreşti, německy a v jidiš Ratzfert / ראַצפעֶרט) je město v severovýchodním Maďarsku v župě Szabolcs-Szatmár-Bereg, spadající pod okres Nyíregyháza. Žije zde přibližně 12 tisíc obyvatel.

## Poloha
Je vzdálené 240 km východně od Budapešti. Nachází se těsně u hranic župy Hajdú-Bihar, asi 11 km jižně od Nyíregyházy. Újfehértó sousedí s městy Balkány, Hajdúdorog, Nagykálló a Téglás. Okolí představuje zemědělsky využívaná rovinatá krajina, půdy jsou většinou písčité.

## Název
Název znamená nové bílé jezero. Odkazuje nejspíše[zdroj?] na původní slaná jezera, která sídlo ještě v 19. století obklopvala. Ta byla později vysušena aby uvolnila místo pro ornou půdu. Byly nimi postaveny odvodňovací kanály, které ústí do potoka Érpatak.

## Historie

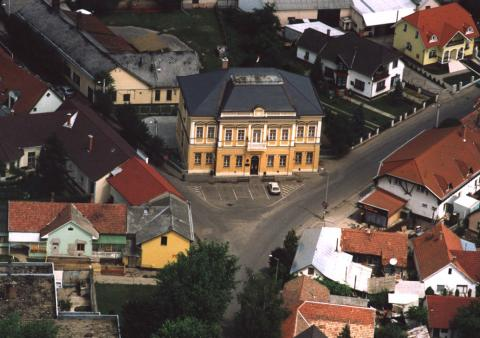
Letecký pohled na budovu místní radnice.

První písemná zmínka o obci pochází z roku 1608. 
Na mapách prvního vojenského mapování měla tehdejší obec podobu vesnice, přiléhající k rozlehlému jezeru (Sos-tó). To leželo východně od ní. Západně potom vzniklo další jezero, Szilas-tó. 
Na začátku 19. století zde žilo okolo sedmi tisíc lidí. Město tehdy mělo práva pořádat trhy celkem čtyřikrát do roka. Na přelomu 19. a 20. století mělo statut tzv. velké obce. V této době byla postavena radnice, první moderní kavárna a veřejná knihovna.
V roce 1920 se zhruba 11 % místního obyvatelstva hlásilo k judaismu, židovská komunita zde zanikla za druhé světové války. Transporty byli odvezeni do vyhlazovacího tábora Auschwitz (Osvětim).
Ještě před válkou byla obě jezera vysušena a na jejich místě vybudovány kanály, které odvádějí vodu pryč. V této době zde žilo 15 tisíc lidí. Válka si vyžádala 750 obětí mezi místními.
V roce 1960 dosáhl počet obyvatel maxima (15 000), od té doby setrvala klesá. Statut města získalo Újfehértó v roce 1992.

## Kultura
Ve městě stojí kulturní centrum, které nese název podle Ference Zajtiho. Nedaleko od něj je také budova městského muzea. Místní kostel reformované církve je z poloviny 18. století, postaven byl v barokním stylu. Budova radnice je z roku 1905.

## Doprava
Dostupné je po dálnici M3. Severojižním směrem potom vede silnice celostátního významu č. 4, která směřuje z Nyíregyházy do Debrecína. Městem také prochází severo-jižním směrem železniční trať, která spojuje Debrecín s Nyíregyházou.

## Známé osobnosti
- Moše Taitelbaum (1914-2006) chasidský rabín
- András Toma (1925–2004), válečný zajatec z druhé světové války
- Erika Marozsán (born 1972), herečka
- János Marozsán (born in 1965), fotbalista
- Gábor Péter (1906–1993), komunistický politik a velitel tajné policie